# Опалок, Трент
Трент Опалок (англ. Trent Opaloch; род. 31 декабря 1969, Тандер-Бей, Канада) — канадский кинооператор. Стал известен благодаря своим работам с режиссёрами Нилом Бломкампом и братьями Руссо.

## Биография
Опалок изучал кинопроизводство в Колледже Конфедерации города Тандер-Бей. После окончания обучения в 1996 году, он переехал в Ванкувер. Там он практиковался в компании Clairmont Camera, где после практики получил работу. В будние дни он помогал профессиональным съемочным группам и слушал советы, а в выходные сам практиковался в съемке. 
В 2010 году Трент номинировался на Премию BAFTA за лучшую операторскую работу в фильме «Район № 9».

## Фильмография

### Фильмы
- 2019 — Мстители: Финал / Avengers: Endgame (реж. Братья Руссо)
- 2018 — Мстители: Война бесконечности / Avengers: Infinity War (реж. Братья Руссо)
- 2016 — Первый мститель: Противостояние / Captain America: Civil War (реж. Братья Руссо)
- 2015 — Робот по имени Чаппи / Chappie (реж. Нил Бломкамп)
- 2014 — Первый мститель: Другая война / Captain America: The Winter Soldier (реж. Братья Руссо)
- 2013 — Элизиум — рай не на Земле / Elysium (реж. Нил Бломкамп)
- 2009 — Район № 9 / District 9 (реж. Нил Бломкамп)

### Короткометражки
- 2012 — Спецотряд Призрак: Альфа / Ghost Recon: Alpha (реж. Франсуа Ало и Эрве де Креси)
- 2010 — Крутые воры / Badass Thieves (реж. Майк Джордж)
- 2009 — Bug Hutch (реж. Робин Хейс)
- 2007 — Терминус / Terminus (реж. Тревор Кэвуд)
- 2006 — Темпбот / Tempbot (реж. Нил Бломкамп)
- 2006 — Жёлтый / Yellow (реж. Нил Бломкамп)
- 2003 — Peeper (реж. Ричард Валентайн)
- 2003 — Run (реж. Ричард Валентайн)